# Freeheld (documental)
Freeheld es un cortometraje documental estadounidense dirigido por Cynthia Wade que se estrenó en 2007. Ganó el Oscar al Mejor Cortometraje Documental en 2007. La película para televisión Freeheld (Freeheld, un amor incondicional en España) se produjo en 2015 con el mismo argumento.

## Sinopsis
La película narra la lucha de la teniente de policía Laurel Hester (1956-2006) contra el condado de Ocean (New Jersey) para que su compañera sentimental pudiera ser beneficiaria de la pensión de viudedad a su muerte. Laurel tiene una enfermedad terminal de cáncer de pulmón y le queda poco tiempo de vida.

## Ficha técnica
- Realizadora: Cynthia Wade
- Fotografía: Cynthia Wade
- Música: Rob Schwimmer
- Montaje: David Teague
- Duración: 39 minutos
- Estreno en el Festival de cine de Sundance en 2007

## Protagonistas
- Laurel Hester
- Stacie Andree, pareja de Laurel
- Don Bennett, periodista de l’Ocean County Observer

## Premios
- 2007: Premio especial del jurado en el Festival de Cine de Sundance 2007[4]
- 2007: Premio especial del jurado en el Festival Internacional de Cine de Seattle[5]
- 2008: Oscar al mejor cortometraje documental